# 千光寺 (高雄市)
22°37′36″N 120°16′08″E / 22.626657°N 120.269019°E
千光寺，是一座位於臺灣高雄市鼓山區壽山公園內的寺廟。

## 沿革
千光寺創建於1965年，1967年完工，1975年全寺完工；1987年設立千光精舍開辦幼稚園；1990年修築直接通往大殿的道路，在寺旁蓋3層樓高的建築，供法會使用。
千光寺是由澎湖人開聖法師（俗名：郭馬）創建，少時到高雄發展，48歲生病後在打鼓岩元亨寺休養，受永達法師教導即皈依為三寶俗家弟子，發心興建千光寺。1967年正式在永達法師遺像前剃度，儀式由真華法師主持，具足戒在台中慈明寺受戒。
千光寺正殿供奉本師釋迦牟尼佛，配祀韋馱菩薩及伽藍菩薩，開山堂奉祀開山師父牌位。